# Alex Schaufelbühl
Alex Schaufelbühl ist ein Schweizer Bildhauer. Er schafft Skulpturen aus Holz, Stein und Bronze. Viele seiner Kunstwerke finden sich im öffentlichen Raum.

## Leben

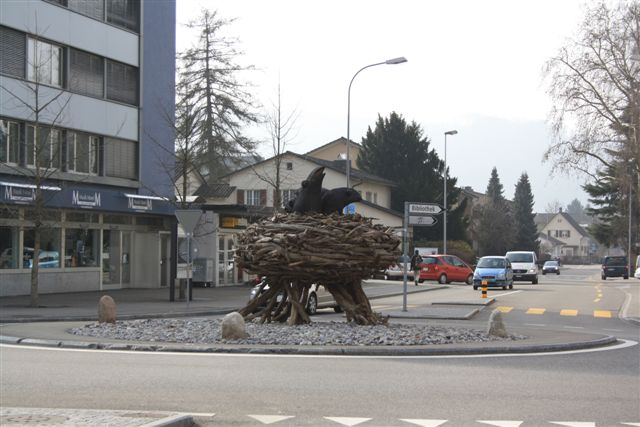
Der «Rabenkreisel» in Wettingen

Alex Schaufelbühl wuchs im aargauischen Bremgarten auf und lernte ursprünglich Maurer. Von 1989 bis 1995 machte er mit Abendkursen an der Kunstgewerbeschule in Zürich eine Bildhauerlehre. Von 1993 bis 1995 war er als Bildhauer auf der Stör.
Seit 1995 arbeitet er als freischaffender Bildhauer. Im Jahre 1998 eröffnete er im ehemaligen Schlachthof Baden in Wettingen sein erstes Atelier. Ein Jahr später verlegte er dieses in die ehemalige Gärtnerei im Gnadenthal in Niederwil.
Von Schaufelbühl stehen Kunstwerke im öffentliche Ruum, wie zum Beispiel die Raben auf dem Wettinger «Rabenkreisel». Durch seine Initiative entstand auch der Freiämter Sagenweg.
Alex Schaufelbühl lebt mit seiner Familie in Wettingen.